# Fissidens excurrentinervis
Fissidens excurrentinervis är en bladmossart som beskrevs av Robert Statham Williams 1903. Fissidens excurrentinervis ingår i släktet fickmossor, och familjen Fissidentaceae. Inga underarter finns listade i Catalogue of Life.